# Ферзат, Али
Али Ферзат (араб. على فرزات‎, р. 22 июня 1951) — сирийский карикатурист, издатель и политический активист. Его рисунки публикуют крупнейшие арабские и мировые газеты (в частности, французская «Le Monde»).

## Биография
Али Ферзат родился в городе Хама, в Сирии. Учился на факультете искусств Дамасского университета. Является председателем Арабской ассоциации карикатуристов.

## Творчество
Любовь к рисованию появилась у Ферзата ещё в детстве. Его первый рисунок бы напечатан в 1963 году в газете «аль-Айам» (الايام — «Дни»), незадолго до её закрытия вследствие прихода к власти партии «Баас». В 1969 году он начал карьеру политического карикатуриста в государственной газете «ас-Саура» (الثورة — «Революция»). В середине 1970-х гг. Ферзат перешёл в газету «Тишрин» (تشرين — «Октябрь»), где начал работать на ежедневной основе. Ферзат крайне плодовит — на сегодняшний день его перу принадлежат более 15.000 рисунков, в разных странах мира прошло более 30 его персональных выставок.

## Издательская деятельность
В декабре 2000 года, после прихода к власти Башара аль-Асада и начала т. н. «Дамасской весны», Ферзат, на свои собственные средства, основал первую в Сирии, со времён баасистского переворота 1963 года, независимую газету «ад-Думари» (الدومري — «Зажигатель фонарей»). Это была попытка создать газету политической сатиры, впоследствии «ад-Думари» сравнивали с французской «Le Canard enchaîné». Свои усилия газета сосредотачивала на борьбе с некомпетентностью и коррупцией. Работать в газету пришли, в частности, драматург Мамдух Адван и юморист Ясир аль-Азма, весь штат газеты составлял всего 15 человек. Особым признаком государственного благоволения было разрешение публиковать газету без предварительной цензуры. Первый выпуск «ад-Думари» вышел в феврале 2001 года. Пятидесятысячный тираж (тиражи официальных ежедневных газет не превышали 40.000 экземпляров) разошёлся в первый часы продаж, Ферзату пришлось срочно дозаказывать ещё 25.000 экземпляров. Второй номер газеты вышел уже стотысячным тиражом, и это всё равно не удовлетворило спрос. Однако уже к концу февраля власти посоветовали Ферзату смягчить позиции издания, вскоре для «ад-Думари» была восстановлена предварительная цензура, а распространение газеты было переведено в ведомство государства, в результате чего тираж уменьшился до 6000 тысяч.
В мае 2001 года премьер-министр Сирии Мухаммед Мустафа Меро настоял на удалении из ближайшего номера газеты направленной против него статьи, носившей название «Кто вставляет палки в колёса премьер-министру?». Ферзат согласился не печатать статью, но в вышедшем номере на её месте была пустота с маленьким рисунком, изображавшим руку, держащую ручку.
В 2003 году «ад-Думари» прекратила своё существование. Это было вызвано целым рядом причин: недостатком финансирования, малым кругом читателей, постоянными конфликтами с государственной цензурой, а также ухудшением личных отношений Ферзата с властями в связи с его позицией по вторжению США в Ирак.

## Политическая активность

### Отношения сСаддамом Хусейном
Напряжённость в отношениях Али Ферзата и Саддама Хусейна началась в 1989 году, после проведённой в Париже выставки работ Ферзата. Тогда Хусейн узнал себя на одной из неозаглавленных карикатур. Эта карикатура изображала арабского генерала, протягивающего голодному народу военные награды вместо еды. Хусейн угрожал Ферзату смертью и запретил ему въезд в Ирак (также после этой выставки Ферзату был запрещён въезд в Иорданию и Ливию). Ферзат ответил несколькими десятками карикатур, направленных против Хусейна. Впоследствии Ферзат был одним из немногих известных арабов, поддержавших вторжение США в Ирак в 2003 году. На протяжении нескольких месяцев, предшествовавших началу этой кампании, множество его карикатур, направленных против иракского лидера, как старых так и новых, появилось в официальной Кувейтской печати. Позиция Ферзата оказалась полностью противоположной официальной позиции Дамаска в отношении американского вторжения в Ирак. 31 марта и 1 апреля 2003 года сирийская государственная газета «Тишрин» объявила Ферзата «охочим до денег иностранным агентом», перед его офисом в Дамаске прошли демонстрации. Ответ Ферзата на упрёки газета «Тишрин» публиковать отказалась.

### Отношения сБашаром Асадом
Первоначальные отношения Ферзата с действующим президентом Сирии Башаром Асадом были вполне нормальными. В середине 1990-х годов Асад, ещё не будучи президентом, посетил одну из европейских выставок Ферзата и сказал ему лично, что все его карикатуры, включая и запрещённые в то время в Сирии, должны были быть напечатаны. После прихода Асада-младшего к власти, Ферзат стал первым человеком, которому было позволено основать независимую бесцензурную газету. Впоследствии, однако, газету пришлось закрыть, а Ферзат стал всё больше критиковать Асада. Эта критика усилилась после начала Арабской весны. Ферзат опубликовал ряд едких карикатур, направленных против Асада. На одной из них, к примеру, Асад был изображён стирающим тень огромного охранника, в то время как сам охранник стоял невредимым. Подпись гласила: «Отмена чрезвычайного положения». На другой карикатуре Асад просил спешно уезжающего на автомобиле Муаммара Каддафи подбросить его.

### Али Ферзат иАрабская весна
Али Ферзат, и ранее открыто критиковавший арабские режимы, по мере нарастания протестов в Сирии перешёл к резкой критике (в том числе и посредством язвительных карикатур) как всего сирийского руководства, так и отдельных персон (в частности, Рами Махлуфа). Результатом этого стало дальнейшее ухудшение отношений Ферзата с правящим режимом страны.
Около 4.30 утра 25 августа 2011 года Ферзат был схвачен (вытащен из своего автомобиля) на одной из дамасских улиц людьми в масках и помещён в минивэн. Затем Ферзат был жестоко избит, причём главной целью избивавших были его руки. После избиения Ферзат был оставлен на обочине дороги, ведущей в аэропорт,.
Это нападение вызвало широкий общественный резонанс как внутри Сирии, так и за её пределами. Коллеги Ферзата из разных стран мира откликнулись на это происшествие, позднее в этом году он получил две европейские премии, посвящённые борьбе за права человека и свободе прессы (см. раздел «Награды и премии»).
В Сирии Ферзат стал одним из символов протестного движения, появилось движение «Мы все — Али Ферзат», подобно знаменитому египетскому движению «Мы все — Халед Саид».

## Награды и премии
За свою жизнь Ферзат был удостоен более десяти различных премий.
- Премия принца Клауса, 2002[14]
- Премия «За свободу мысли» имени Андрея Сахарова[15]
- Премия свободной печати организации «Репортёры без границ» и газеты «Le Monde», 2011[7]
- Премия Джебрана Туени, 2012[16]